# Тянянис
Тяняни́с (Тененис; лит. Tenenys) — река в Литве, протекает по территории Шилальского района Таурагского уезда и Шилутского района Клайпедского уезда на западе страны. Левый приток нижней Минии.
Длина реки составляет 72 км. Площадь водосборного бассейна — 300 км². Средний уклон — 1,28 м/км. Средний расход воды в устье — 3,60 м³/с.
Тянянис начинается около деревни Паэжярис. Течёт на запад по Приморской низменности. В низовье реку пересекает железная дорога Пягегяй—Кретинга и региональная автодорога 141. Впадает в Минию около деревни Вабалай.
В 23 км от устья на Тянянисе построена Рамучяйская ГЭС мощностью 195 кВт, плотина которой образует водохранилище площадью 51 га.